# Pirineus TV
Pirineus TV és un canal de televisió de caràcter privat gestionat pel grup de comunicació Cadena Pirenaica de Ràdio i Televisió. L'11 de setembre de l'any 2003 va començar les emissions en proves; l'1 de desembre va deixar d'emetre la carta d'ajust; aquestes van durar fins al dilluns 29 de març de l'any següent, data en què va iniciar les emissions regulars amb informatius i reportatges culturals.
Els programes del canal són en català tot i que hi ha una hora setmanal en francès. Pirineus TV emet des d'un entresòl d'un edifici de l'avinguda Pau Claris de la Seu d'Urgell. També compta amb una delegació a Tremp, en concret al Carrer Pau Casals 14. Té tres periodistes: la Maria Formentí a La Cerdanya, Josep Lluís Osorior a l'Alt Urgell i Meritxell Bellera al Pallars Sobirà, al Pallars Jussà i a l'Alta Ribagorça. També compta amb Joan Porta que és el seu corresponsal a Catalunya i a Barcelona.

## Programació

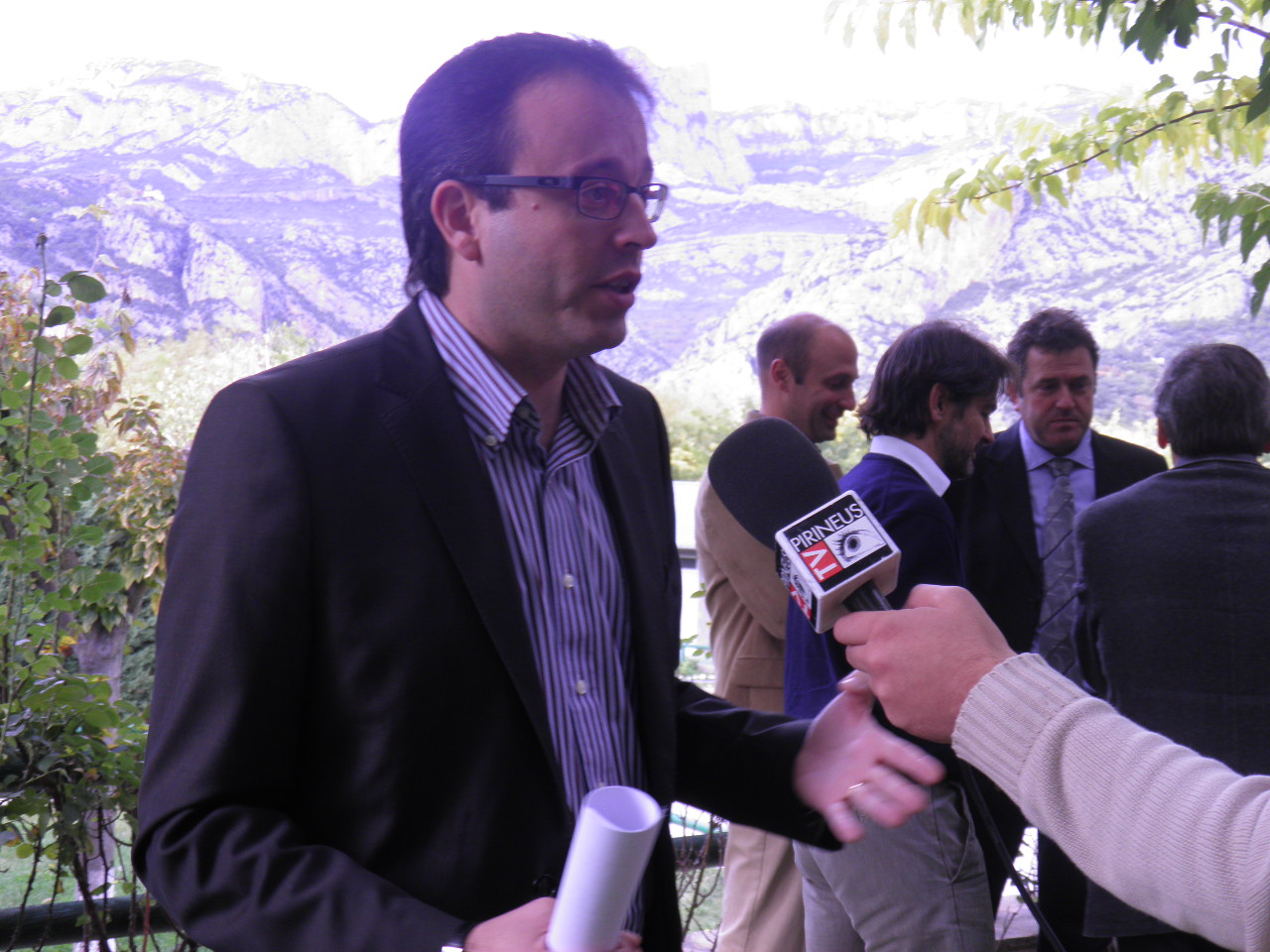
Marc Solsona atenent Pirineus TV

Emet les 24 hores del dia durant tot l'any, tot combinant programes i informatius propis amb programes de la Xarxa de Televisions Locals i Comunicàlia i també videoclips musicals. La programació es complementa, a més, amb l'oferta de Televisions Digitals Independents, agrupació de la qual és membre fundador.
De dilluns a divendres, emet a les 9 de la nit un telenotícies anomenat L'informatiu, d'uns 30 minuts de durada. Se n'emet tres repeticions: a les 11 de la nit, a la 1 i a les 3 de la matinada. Els caps de setmana a les 9 de la nit emet, durant dues hores, un resum de les notícies més destacades de les setmana.

## Logotips
Durant els pràcticament 10 anys, ha tingut 2 logotips
| 1r logo de Pirineus TV        | 2n logo de Pirineus TV |
| Setembre 2003 a setembre 2012 | Des de setembre 2012   |
| ----------------------------- | ---------------------- |

## Cobertura
Les seves zones de cobertura analògica eren: l'Urgellet, la Cerdanya i el Pallars. Ara, només té llicència per emetre en digital a l'Alt Urgell, la Cerdanya, el Pallars i l'Alta Ribagorça.

## Freqüències
Televisió digital terrestre
- Canal 33 UHF: Alt Pirineu.
- Canal 34 UHF: Andorra.

Televisió per cable d'Andorra Telecom
- Canal 59: Andorra.